# Miller Township (comté de Maries, Missouri)
Pour les articles homonymes, voir Miller Township.
Miller Township est un ancien township, situé dans le comté de Maries, dans le Missouri, aux États-Unis,.
Le township est baptisé en référence au comté de Miller.

### Source de la traduction
- (en) Cet article est partiellement ou en totalité issu de l’article de Wikipédia en anglais intitulé « Miller Township, Madison County, Missouri » (voir la liste des auteurs).